# Celama anpingicola
Celama anpingicola är en fjärilsart som beskrevs av Embrik Strand 1922. Celama anpingicola ingår i släktet Celama och familjen trågspinnare. Inga underarter finns listade i Catalogue of Life.